# 지상의 별/헤드라이트 테일라이트
〈지조노 호시/헤드라이트 테일라이트〉(地上の星 지상의 별[*]／ヘッドライト・テールライト)는 나카지마 미유키의 37번째 싱글이다. 2000년 7월 19일 일본에서 발매되었다.
이 2곡은 원래 앨범 《단편집》에만 수록될 예정이었으나, NHK의 ‘프로젝트 X～도전자들～’을 보거나, 주제가였던 이 곡을 들은 팬 등이 싱글으로 발매해주기를 바랐으므로, 급하게 싱글로 출시되었다. 이 외에도 여자 12악방이나 사카모토 후유미가 리메이크하기도 했다.
〈지상의 별〉은 NHK의 ‘프로젝트 X～도전자들～’의 주제곡이고, 엔딩으로는 〈헤드라이트 테일라이트〉가 사용되었다. 프로그램의 주 시청자였던 중장년층에서 폭넓은 지지를 얻게 되었고, NHK를 싫어한다고 알려진 탤런트 야시키 다카진도 프로그램과 노래만은 지지하게 되었다. 제56회 홍백가합전의 설문조사에서는 홍팀의 7위에 올랐다. 오리콘 집계로는 100만 매 이상이 판매되었다.

## 수록곡
1. 지상의 별地上の星
작사·작곡 : 나카지마 미유키
2. 헤드라이트 테일라이트ヘッドライト・テールライト
작사·작곡 : 나카지마 미유키
3. 지상의 별〈TV MIX〉
작곡 : 나카지마 미유키
4. 헤드라이트 테일라이트〈TV MIX〉
작곡 : 나카지마 미유키

## 오리콘 싱글 차트에서의 추이
- 2000년 7월 31일, 오리콘 싱글 차트에 15위로 첫 등장.
- 97주째에는 100위가 되기도 했으나, 발매된 지 2년 반이 넘도록 100위권 내에 머무르고 있었다.
- 2002년 9월 2일, 110주 연속으로 오리콘 싱글 차트에 들어 있었으며, 기록으로는 아쓰미 지로의 〈꿈을 쫓는 술〉(夢追い酒)의 기록을 약 22년 만에 갱신하였다.
  - 2002년의 제53회 홍백가합전에 나카지마 미유키가 출연해, 쿠로베 댐(쿠로베 강 제4 발전소)에서 생중계로 열창한 것을 계기로 차트에서 순위가 급상승하기 시작했다. 이때 나카지마 미유키가 2절의 가사를 잘못 부른 것도 화제가 되었다.

나카지마 미유키는 콘서트에서도 가사를 다르게 부르는 경우가 있으며, 이것은 자신이 진행하던 라디오 프로그램에서도 ‘(콘서트에는) CD는 듣지말고 와주세요’라거나 ‘그건 실수가 아닌 라이브 버전’이라고 이야기한 바가 있다. 팬은 그러한 사정을 알고 있었지만, 홍백가합전의 경우에는 원래의 가사가 자막으로 나오기 때문에 순식간에 틀렸다고 알려지게 된 것이다.
- 129주째인 2003년 1월 13일에는 오리콘 싱글 차트 10위에 올라, 처음으로 10위권으로 진입했다.
- 130주째인 2003년 1월 20일에는 결국 오리콘 싱글 차트 1위에 올랐고, 기록으로는 미야코 하루미가 〈북쪽의 여관에서〉(北の宿から)가 44주째에 1위에 오른 기록을 갱신했다. 또한 1위에 오른 것으로 나카지마 미유키는, 1970년대부터 2000년대까지 4개 년대에 걸쳐 싱글 차트 1위를 획득한 유일한 솔로가수가 되었다.
- 139주째인 2003년 3월 24일에는 밀리언 셀러를 달성했다.
- 이후 174주 연속 오리콘 싱글 차트 100위권내에 머무른 대 기록을 수립했다.
- 2005년 12월 28일에는 ‘프로젝트 X～도전자들～’의 마지막회에 출연하여 엔딩곡 〈헤드라이트 테일라이트〉를 열창했다. 이 영향으로 2006년 1월 16일에는 음반이 66위를 기록하면서 다시 오리콘 싱글 차트에 진입해, 싱글 차트 100위권내에 머무른 기록을 183주로 연장하얐다.

## 기타
- CDTV의 50위 내에 들어간 기록 역대 1위(111주)